# Kirk Tower House

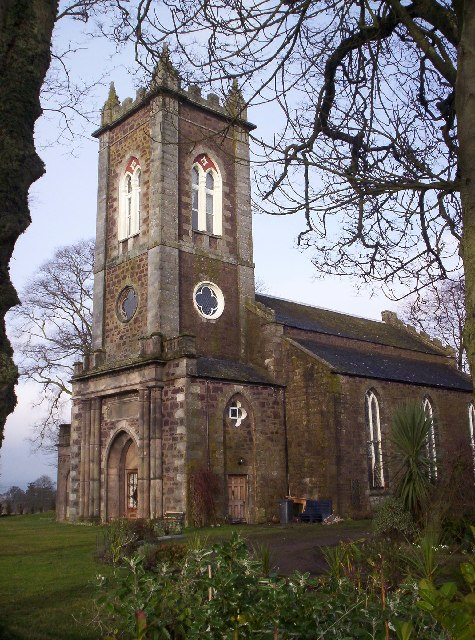
Kirk Tower House

Kirk Tower House, ehemals Craig Parish Church, ist eine ehemalige Pfarrkirche und heutiges Wohngebäude in dem Weiler Kirkton of Craig nahe der schottischen Kleinstadt Montrose in der Council Area Angus. 1971 wurde das Bauwerk in die schottischen Denkmallisten in der höchsten Denkmalkategorie A aufgenommen.

## Beschreibung
Im Jahre 1796 wurde der Bau der neuen Pfarrkirche Kirktons öffentlich ausgeschrieben. Den Wettbewerb gewann ein Entwurf des schottischen Architekten Richard Crichton, einem vormaligen Lehrling Robert Adams. Das im Jahre 1799 fertiggestellte Kirchengebäude steht am Westrand von Kirkton of Craig. Es handelt sich möglicherweise um das früheste neogotische Kirchengebäude in Schottland. Nach der Aufgabe der Craig Parish Church als Pfarrkirche wurde das Gebäude zu einem Wohngebäude umgestaltet.
Das Mauerwerk der neogotischen Kirche besteht aus Bruchstein. Es war einst mit Harl verputzt. Neben gotischen Elementen wie spitzbogige Gebäudeöffnungen und Vierpässen finden sich am ehemaligen Hauptportal auch exotische ägyptische Kapitelle. Der Glockenturm an der Westseite ist rund 24 Meter hoch.